# De La Cova
De La Cova es un cultivar de higuera de tipo higo común Ficus carica, unífera de higos de epidermis con color de fondo morado azulado con sobre color rojizo claro. Se cultiva en la colección de higueras de Montserrat Pons i Boscana en Llucmajor, Islas Baleares.

## Sinonimia
- „Martinenca de sa Cova“,[4][6][7]

## Historia
Actualmente la cultiva en su colección de higueras baleares Montserrat Pons i Boscana, rescatada de un ejemplar o higuera madre localizada en el término de "son Guardiola", Llucmajor, en la finca "sa Cova de'n Sireno" propiedad de Francesc Mir. Nacida junto a un granado al lado de las casas de la finca donde vivían los antiguos propietarios y la tenían para el consumo propio.
La variedad 'De La Cova' es originaria de Llucmajor. A los higos se los nombra por el lugar donde surgió y se desarrolló. Los antiguos propietarios la denominaban 'Martimenca de sa Cova' pero es más temprana que las otras 'Martinenca', más ovalada, de color más claro y no se agrieta por el poro distal.

## Características
La higuera 'De La Cova' es una variedad unífera de tipo higo común. Árbol de desarrollo mediano, vigorosidad entre media y alta, con copa casi esférica  y de follaje apretado. Sus hojas son de 3 lóbulos mayoritariamente y unas pocas de 1 lóbulo. Sus hojas con dientes presentes serrados marcados, ángulo peciolar obtuso. 'De La Cova' tiene mucho desprendimiento de higos, y un rendimiento productivo medio-alto y periodo de cosecha mediano. La yema apical cónica de color verde amarillento.
Los frutos 'De La Cova' son higos de un tamaño de longitud x anchura:35 x 40 mm, con forma de pera, que presentan unos frutos medianos de unos 28,430 gramos en promedio, de epidermis con consistencia dura, grosor de la piel mediano, con color de fondo morado azulado con sobre color rojizo claro. Ostiolo de 1 a 3 mm con escamas pequeñas oscuras, alguno de los higos presenta una gota de miel en el poro distal cuando maduros. Pedúnculo de 2 a 3 mm cilíndrico rojizo. Grietas ausentes. Costillas marcadas. Con un ºBrix (grado de azúcar) de 27 de sabor dulce jugoso, con color de la pulpa rojizo claro. Con cavidad interna ausente o pequeña, con aquenios medianos en tamaño y  número. Son de un inicio de maduración sobre el 25 de agosto al 1 de octubre. Variedad poco conocida y cultivada.
Se usa como higos frescos y secos en alimentación humana. Difícil abscisión del pedúnculo y mediana facilidad de pelado. Son bastante resistentes a las lluvias, al transporte y a la apertura del ostiolo, pero presentan una gran facilidad de desprendimiento.

## Cultivo
'De La Cova', se utiliza higos frescos y secos en humanos. Se está intentando  recuperar a partir de ejemplares cultivados en la colección de higueras baleares de Montserrat Pons i Boscana en Llucmajor.